# Stuart Kershaw

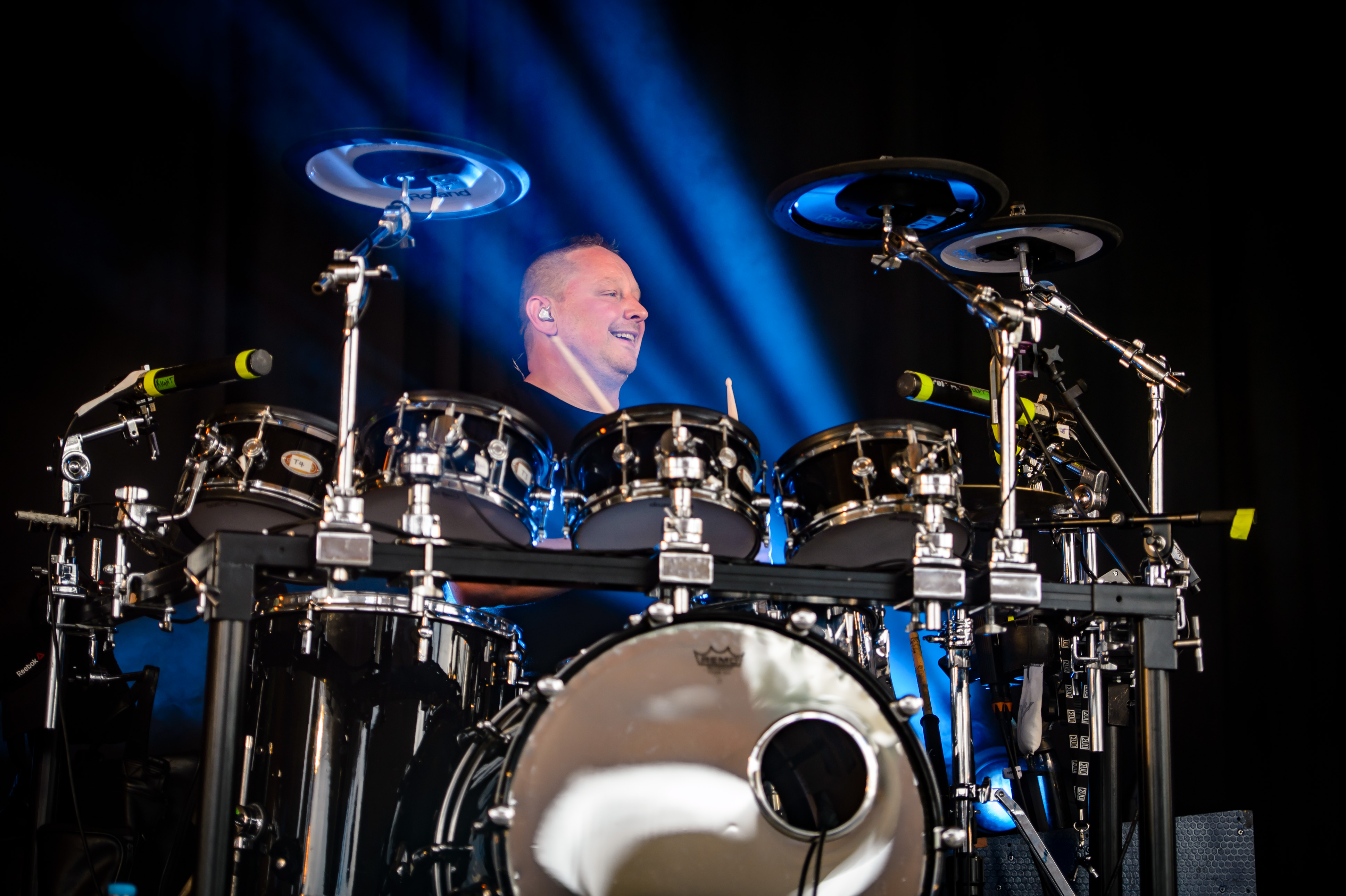
Stuart Kershaw als Schlagzeuger für Orchestral Manoeuvres in the Dark beim Amphi Festival 2018

Stuart Kershaw (* 30. Mai 1959) ist ein britischer Schlagzeuger und Songwriter.

## Leben
Kershaw schloss sich 1991 Andy McCluskey an, der nach dem Auseinanderbrechen der Band Ende der 1980er Jahre die Namensrechte an Orchestral Manoeuvres in the Dark behalten hatte. Gemeinsam mit McCluskey verfasste er fünf der Titel des Albums Sugar Tax, inklusive der Single Sailing on the Seven Seas, die Top-10-Positionen in mehreren europäischen Ländern erreichte. Beim darauf folgenden, weniger erfolgreichen Album Liberator entstammten fünf Titel zum Teil aus seiner Feder, auf Universal von 1996 waren es drei Titel.
Als McCluskey 1998 die Girlband Atomic Kitten ins Leben rief, blieb Kershaw an dessen Seite. Er war an elf der dreizehn Titel des Debütalbums Right Now beteiligt. Nachdem sich drei davon in den Top-10 der britischen Charts platzierten (Right Now, See Ya und I Want Your Love), gelang der Band mit Whole Again der internationale Durchbruch.
Beim Nachfolgealbum war Kershaw noch an drei Titeln beteiligt, zum dritten und bislang letzten Studioalbum der Band trug er kein Songwriting mehr bei.
Erst 2010 erschien mit History of Modern das nächste Studioalbum von OMD, die zwischenzeitlich wieder in der klassischen Besetzung auftraten. Kershaw schrieb gemeinsam mit McCluskey und Paul Humphreys den Titel Green, dies war sein bislang letzter Beitrag als Songwriter für die Band. Zudem steuerte er Klavier und Streicherarrangement bei. Nachdem Malcolm Holmes 2013 aus gesundheitlichen Gründen nicht mehr Schlagzeug spielen konnte, übernahm Kershaw diese Rolle auf den Livetouren der Band. 2017 spielte er auf The Punishment of Luxury erstmals als Schlagzeuger auf einem Studioalbum von OMD.